# 邪教
邪教（じゃきょう）は、邪（よこしま）な教えのこと。淫祠邪教（いんしじゃきょう）や邪宗（じゃしゅう）ともいわれる。特定の宗教団体が他宗教を非難するときや、国家権力や統治者などが特定の宗教団体を反社会的集団であると見なし、弾圧目的で使用する用語である。

## 日本

### 古代
行基教団が弾圧を受けたが最終的には許された。

### 鎌倉時代・南北朝時代・室町時代
鎌倉前期には浄土宗の開祖法然が延暦寺、興福寺をはじめとして異端扱いを受けており、最終的に承元の法難が起きた。

鎌倉中期の日蓮も法然批判の流れを受け継いだ一人で、さらに批判対象は日本仏教界全体に拡大し、立正安国論の中で、法華経を鎌倉幕府の政治運営の精神的中心として受け入れなければ国家国民は安泰にならないという考え方を述べた。この際に、正法である『法華経』を信仰しない他宗派はすべて邪法であるとし（四箇格言）、幕府に討伐を求めた。しかし逆に得宗北条時頼は、『立正安国論』を政治批判であるとみなし、日蓮を伊豆に配流した。

一方、この頃には十戒の一つである不淫戒が事実上失伝。性交渉によって本尊と一体化することを柱とした、現代で言うところのセックス教団の元祖ともいえる流派が生まれる。その中から『「彼の法」集団』と天台宗系の玄旨帰命壇が勢力を伸ばした。「彼の法」集団は後に真言宗東密三十六流の一つだった立川流と混同されるようになり、後醍醐天皇の護持僧文観も立川流の信者と誤認されてしまう。13世紀後半から14世紀中頃にかけての著作による印象操作の末、立川流は邪教とされるようになってしまった。

### 戦国時代・安土桃山時代・江戸時代
戦国時代に日本へ流入したキリスト教に対して太閤豊臣秀吉と続く初代将軍徳川家康が警戒感を示すようになる。秀吉は死の直前の1597年（慶長元年）、フランシスコ会の布教を挑発的として宣教師、信徒ら26人を死刑に処させる「二十六聖人の殉教」を起こした。
江戸幕府発足後、2代将軍徳川秀忠の世だった1612年（慶長17年）に出された禁教令を皮切りに、キリシタン（隠れキリシタン）を邪教の徒として弾圧した 。転向（棄教）に応じた元キリシタン（転びキリシタン）も、最高6世代の後まで監視されるなど弾圧は苛烈を極めた。

日蓮宗不受不施派は教義を重視するという考えから徳川幕府の出す命令に対して非服従を貫き、幕府は「邪宗門」と位置づけて弾圧を行った。また宗門改などを通じた宗教統制に入らなかった民間宗教、新宗教なども邪宗門に分類された。
1690年（元禄3年）、寛永寺座主（輪王寺宮）に公弁法親王が就くと、それから10年ほどの間に玄旨帰命壇、立川流が完全に断絶。当時立川流は『彼の法』との混同により玄旨帰命壇共々性交渉によって本尊と一体化することを柱とした教義とされたため、これをきっかけにして淫祠邪教（いんしじゃきょう）という言葉が確立した。

また、幕府としては容認されたものの藩レベルでは一向宗を邪教とみなし禁止したところもあった。この際に隠れキリシタンと同様、信仰を守るため神道ないしは修験道と融合した新たな宗派が生まれた例もある。

### 明治時代
1868年（明治元年）、江戸幕府は崩壊し明治政府に生まれ変わるが、明治政府は五榜の掲示の第三札に「切支丹邪宗門ノ儀ハ堅ク御制禁タリ、若不審ナル者有之ハ其筋ノ役所ヘ可申出」と記し、引き続きキリスト教および不受不施派の信仰は禁止された。このうち、不受不施派の禁教は1871年（明治4年）の寺請制度廃止により、またキリスト教の禁止は1873年（明治6年）2月24日付太政官布告「禁制高札の撤去」で、それぞれ事実上解除される。

こうして長年邪とされていたキリスト教はようやく日本に認められ、隠れキリシタンも表に出てくることができたが、一方で明治政府は神道の国教化を目指し国家神道の体系を整備していく。この過程で、神道と仏教の厳格な分離を求めたことに伴う仏教側の排撃が行われた。また、神霊の憑依やそれによって託宣を得る行為、性神信仰などを低俗なものや迷信として否定、それらを信仰の中心においていた教派を淫祠邪教として取り締まる政策を進めた。これにより修験道・陰陽道など神仏習合系教派が軒並み禁止となり、修験系講団体の中には教派神道へ移行したものもある。大日本帝国憲法第28条において表向き信教の自由が認められた後も、取り締まりは続いた。
1894年（明治27年）、コレラの治療として神水を配布した蓮門教が淫祠邪教として徹底的に批判され衰退した 。1901年（明治34年）には内務省宗教局が淫祠邪教の取り締まりを強化すると発表した。1911年(明治44年)には、政府は大逆事件で幸徳秋水を処刑するが、その一方で、幸徳の遺作である『基督抹殺論』をキリスト教抑圧のため典拠として利用した。

### 大正・昭和初期
1921年（大正10年）、内務省は、複数の宗教団体を邪教淫祀とみなし、そのひとつである大本教の神殿を全て取り壊す決定を行った。同時に祭神不明の一千余りの神社を廃止することを決定した。
1925年（大正14年）に治安維持法が成立。当初は日本共産党、朝鮮共産党などの共産主義勢力を標的としたが、1928年（昭和3年）の改正以降、類似（新興）宗教の弾圧にも多用されるようになった。1933年（昭和8年）8月、神道天津教が邪教であるとされ、本部が警視庁から閉鎖を命じられた（第一次天津教弾圧事件）。
1935年（昭和10年）には、再び大本が淫祠邪教とされて政府から弾圧を受け、全国紙でもそのように断定して批判、報道された。この時、刑法第74条「皇室に対する罪」の適用に加えて、治安維持法も適用された。
遠藤高志の論文では、「1936年（昭和11年）には「類似宗教」「邪教」と銘打った書籍の出版が集中した」と書いてある。同年には宮内省の女官長が邪教にまつわる不敬被疑により検挙された。文部省（現・文部科学省）は、1935年（昭和10年）から1936年（昭和11年）の調査により、神がかり、呪い、祈祷などで人心を魅惑し、迷信に引きずり込んだ邪教が約150種に及ぶと発表した。さらに、天津教が二度目の大規模な強制捜査を受ける（第二次天津教弾圧事件）。
1937年（昭和12年）の日華事変勃発後は、再び淫祀邪教が蔓延しているとされ、警視庁特高部の発表によれば、事変発生前の10倍以上となったとされている。同年、PL教団の前身、ひとのみち教会が邪教として解散させられた。翌1938年（昭和13年）に入ると、天理教の分派団体である天理本道が結社禁止となり、天理教自体も邪教のレッテルを貼られることを免れようとして、軍部と戦争への全面協力体制を決める。
1939年（昭和14年）、治安維持法や刑法に該当しない場合でも取り締まり可能とする「宗教団体法案」が、帝国議会に提出された。そして日本が大東亜戦争に突入すると、国の統制下に入らない宗派・宗教団体はすべて邪とみなされ弾圧されるようになる。この過程で創価教育学会（現・創価学会）会長の牧口常三郎が命を落とした。また、キリスト教ホーリネス系でも10人が獄死ないしはこれに準じる非業の死を遂げた。一方、天津教は1944年（昭和19年）の大審院判決で無罪を勝ち得ている。多数派として邪教弾圧を支持した教派や団体の中には、このことについて後に自派の戦争責任と認める見解を明らかにしたところもある。

### 戦後
太平洋戦争敗北を受け占領者のGHQによって発された「政治的、公民的及び宗教的自由に対する制限の除去の件（覚書）」通称「自由の指令」により、1945年（昭和20年）12月28日付で宗教団体法は廃止され、新たに宗教法人令が施行された。一方、神社は国家神道によって享受していた特権を剥奪された。

GHQは宗教法人令によって戦後日本における完全な宗教の自由を担保しようとし、この結果戦前に邪教として弾圧を受けた大本やPL、創価教育学会などが再興を果たし、修験道、陰陽道も明治以前の形態に戻ることができたが、それでも43派の新興宗教が良俗を破壊するおそれがあるとされ、邪教との謗りをかけられた。43派の中には、天津巨と改名していた天津教も含まれており、超国家主義団体と決め付けられて1950年（昭和25年）、教派にとり三度目の弾圧となる解散処分を受ける。
戦前の内務省宗教局に代わって宗教政策を全面的に担当することになった文部省調査局（現・文化庁文化部）はそれら43派への対策として同年、届出制でなく認証制に改める宗教法人法を国会に提出し可決・成立させた。
日本国憲法第20条によって完全な宗教の自由が保障された現在では、政府や裁判所等が特定宗派を邪と決め付けることは、建前上出来ないことになっている。ただし、宗教法人法第81条1項1号「法令に違反して、著しく公共の福祉を害すると明らかに認められる行為をしたこと」、及び同2号前段「第2条に規定する宗教団体の目的を著しく逸脱した行為をしたこと」に該当する場合などに、裁判所に対して同法81条1項に基づく解散命令の請求という形で特定宗教を弾圧することは可能であり、請求をされた団体側も争う権利を有する。なお、破壊活動防止法に基づき著しく公共の福祉を害しているか否かの認定は法務省が、その調査は法務省外局の公安調査庁が担当することになった。
平成初期に一連のオウム真理教事件を起こしたオウム真理教は、解散命令で宗教法人格を喪失。また破防法適用も検討されたが却下となった。その後オウム新法などによって監視対象とされ、後継団体のAlephとひかりの輪は徹底的に活動を制限されている。対応は当然という声が多いが森達也など一部では批判的見解も存在する。

## 日本国外

### 世界宗教
キリスト教においては異端をもって邪と看做してきた歴史がある。そして、異端という言葉はキリスト教内だけでなく、異教徒に対して使われる場合もある。

仏教においては内道と外道という言葉・概念が用いられている。内道がブッダの教えであり、外道がブッダの教えから外れたものである。外道はしばしば具体的に特定されつつ「六師外道」と呼ばれている。これはブッダと同時代の諸思想の中でも特に主だったものを指すもので、例えば六師外道の一人であるマハーヴィーラが開いたジャイナ教は仏教から見れば邪となる。
イスラム教の場合は、教典であるクルアーンの中にも「宗教には無理強いは禁物」との趣旨の記述があり、ムスリムたちに異教徒への寛容を呼びかけているものの、実際はイスラム支配下で異教徒として活動を許されたズィンミーの権利を制限したり、異教徒をすべて邪とみなして信仰自体禁止するなどの政策を取る国もある。

### 中華圏
古代王朝期の中国では仏教が邪教と見なされることがあり、何度も時の王朝ないしは皇帝により弾圧された。特に南北朝時代、隋、唐、五代十国期の後周の時代の4回の弾圧を合わせて、三武一宗の法難と呼ぶことがある。
中華人民共和国になってからは、政権政党の中国共産党が共産主義の原則である無神論に忠実な姿勢を見せ、文化大革命期には既存世界宗教も含めたほとんどの宗教が弾圧された。文革終結後の中国共産党は仏教、道教、イスラム教、プロテスタント、カトリックの5宗教を公認する一方、法輪功等が「邪教」と位置づけられ、現在も弾圧されている。「邪教」とみなされた宗教団体の活動に参加するだけで、末端の信者にも3～7年以上の懲役刑が科される（中華人民共和国刑法第300条）。
中国の公式文書が英語に翻訳される場合には、中国語である「邪教」は「カルト」または「邪悪なカルト（狂信的教団）」として翻訳されている。欧米学者らの主張によると、「邪教」は実際には『異端の教え』の意味という。
1999年10月12日、1万人以上の信者のいた「主神教」の教祖で、1998年（平成10年）6月に逮捕されていた劉家国が婦女暴行、非合法組織の設立、社会秩序の破壊などの罪で銃殺刑を執行された。
同年10月30日、全国人民代表大会は、法輪功など、中国当局が『カルト』とみなす組織の摘発強化を図る「邪教組織の取り締まりと防止・処罰に関する決定」を可決した。主神教は、中国共産党政権を打倒して、「神の国」創設を目標としており、中国公安省より「全国五大邪教組織」の1つとされていた。
2001年、当局未公認のキリスト教団体「華南教会」の創始者2名が、「邪教」を利用し違法活動をした罪などで死刑判決を言い渡された。
2012年12月、マヤ暦に基づいた2012年人類滅亡説を唱えていた中国の新興教団『全能神』の関係者800人以上が公安当局に拘束された。

### 朝鮮半島
日本統治以前の李朝時代後期には、儒教思想と相容れないキリスト教が邪教とみなされた。19世紀には繰り返し弾圧が行われ、特に1866年の丙寅教獄ではフランスから密入国していた司祭や信者ら約8,000人が殉教、李朝はフランスとの間で戦火を交えるにまで至った。
大韓民国になった後の1958年8月、初代大統領李承晩は「朴泰善長老教」こと韓国イエス教伝道館復興協会に対して「世論を惑わす邪教」と決め付け、教祖朴泰善を拘束した。朴は懲役1年6ヶ月の実刑を言い渡され、服役した。